# Nukhba (unité du Hamas)
Pour les articles homonymes, voir Nukhba.
Nukhba (en arabe : نخبة, litt.en français : élite), ou Force Nukhba ou Al-Nukhba est une unité militaire d'élite formant un commando de marine des forces spéciales des Brigades Izz al-Din al-Qassam, l'aile militaire du Hamas.
Selon les Forces de défense israéliennes (FDI), « les forces d'élite de la Nukhba sont composées de combattants sélectionnés par de hauts responsables du Hamas, désignés pour mener des attaques terroristes telles que des embuscades, des raids, des assauts, des infiltrations par des tunnels, ainsi que des tirs de missiles antichars, de roquettes et de tireurs d'élite »,.
L'objectif principal de cette unité est d'attaquer sur ou sous l'eau, et d'infiltrer Israël par ses plages, en utilisant des explosifs sous-marins et des missiles guidés qui ne sont pas affectés par le système de défense aérienne du dôme de fer. Les cibles comprennent des infrastructures israéliennes en mer, des navires militaires et civils et des centrales électriques.